# Сегура, Омар
Омар Сегура Мендоса (исп. Omar Segura Mendoza; род. 24 апреля 1981 или 24 марта 1981, Мехико) — мексиканский легкоатлет, специалист по спортивной ходьбе. Выступал за сборную Мексики по лёгкой атлетике в 2000—2016 годах, победитель и призёр ряда крупных международных стартов, участник летних Олимпийских игр в Афинах.

## Биография
Омар Сегура родился 24 марта 1981 года в Мехико, Мексика.
Впервые заявил о себе в лёгкой атлетике на международном уровне в сезоне 2000 года, когда в качестве гостя выступил в ходьбе на 20 км на Панамериканском кубке в Поса-Рике. Позднее на чемпионате Центральной Америки и Карибского бассейна в Сан-Хуане стал серебряным призёром в юниорском зачёте 10 000 метров, уступив на финише только своему соотечественнику Кристиану Бердехе.
В 2002 году на Кубке мира в Турине был дисквалифицирован за нарушение техники ходьбы.
Благодаря череде успешных выступлений в 2004 году удостоился права защищать честь страны на летних Олимпийских играх в Афинах — в программе 20 км показал время 1:24:35, расположившись в итоговом протоколе соревнований на 18-й строке.
В 2007 году на Панамериканском кубке в Балнеариу-Камбориу сошёл с 20-километровой дистанции.
На Панамериканском кубке 2009 года в Сан-Сальвадоре финишировал третьим на дистанции 20 км.
В 2011 году в ходьбе на 20 км одержал победу на чемпионате Мексики в Мехико.
В 2012 году стал чемпионом Мексики в ходьбе на 20 000 метров.
В 2013 году на домашнем старте в Чиуауа пришёл к финишу третьим, установив свой личный рекорд на дистанции 50 км — 3:57:48, также стал третьим на Панамериканском кубке в Гватемале. Принимал участие в чемпионате мира в Москве, здесь с результатом 3:58:34 занял 34-е место.
На Кубке мира 2014 года в Тайцане с личным рекордом 1:20:03 финишировал восьмым в зачёте ходьбы на 20 км.
Завершил спортивную карьеру по окончании сезона 2016 года.